# Никола Милутинов
Никола Милутинов (Нови Сад, 30. децембар 1994) српски је кошаркаш. Игра на позицији центра, а тренутно наступа за Олимпијакос.

## Клупска каријера

### Партизан
Милутинов је играо у јуниорима Хемофарма, а деби у првом тиму вршачког клуба је имао током сезоне 2011/12. У јуну 2012. је потписао четворогодишњи уговор са Партизаном. Са Партизаном је освојио шампионски прстен Јадранске лиге 2013. године, а такође је постао и првак Србије 2013. и 2014. године. На НБА драфту 2015. године, изабран је као 26. пик од стране Сан Антонио спарса.

### Олимпијакос
Милутинов је 25. јула 2015. напустио Партизан и потписао трогодишњи уговор са Олимпијакосом. Две године касније је потписао нови трогодишњи уговор са клубом.
У екипи Олимпијакоса је провео укупно пет сезона. Освојио је једну титулу шампиона Грчке (2015/16), два пута је био изабран у најбољу петорку тамошњег првенства (2018, 2019), а такође је 2017. добио награду за играча који је највише напредовао. Два пута је био и учесник Ол стар утакмице грчког првенства.
У последњој сезони у клубу, која је на крају поништена због пандемије ковида 19, у Евролиги је бележио просечно 10,3 поена, 8,2 скока и 1,2 асистенције. Био је најбољи скакач Евролиге, али и пети у целом такмичењу по просечном индексу корисности (19,21). Испред њега су били само Шејн Ларкин (25,76), Никола Миротић (22,46), Мајк Џејмс (20,86) и Алексеј Швед (19,38), па је тако Милутинов био најкориснији центар Европе.

### ЦСКА Москва
Почетком јуна 2020. је потписао трогодишњи уговор са московским ЦСКА. На утакмици 17. кола Евролиге у сезони 2020/21, када је ЦСКА славио на гостовању Олимпији из Милана (87:91), Милутинов је забележио 17 поена и 19 скокова, од којих су чак 16 били офанзивни. Тим учинком је оборио рекорд Евролиге по броју ухваћених лопти у нападу на једној утакмици. За партије пружене током децембра 2020, добио је награду за најкориснијег играча месеца у Евролиги. ЦСКА је овај месец завршио са шест победа на исто толико мечева, а Милутинов је током овог периода бележио просечан дабл-дабл учинак са 12,3 поена, 12,5 скокова уз индекс корисности 24. Крајем јануара 2021. године, на утакмици 23. кола Евролиге са Бајерном, Милутинов је доживео повреду рамена због које је пропустио остатак сезоне 2020/21.
У фебруару 2022. године, ЦСКА је заједно са осталим руским клубовима суспендован из Евролиге због Руске инвазије на Украјину. Милутинов је и поред овога остао у ЦСКА иако је већина његових иностраних саиграча напустила клуб. Милутинов је остатак 2021/22. и комплетну 2022/23. сезону наступао за екипу ЦСКА само у ВТБ јунајтед лиги. Добио је награду за најкориснијег играча ВТБ јунајтед лиге за сезону 2022/23. Бележио је просечно 16,1 поен и 9,1 скок за просечан индекс корисности 28,4. По истеку уговора, на крају такмичарске 2022/23, Милутинов је напустио ЦСКА. За руски клуб је наступио на укупно 119 утакмица, бележећи просечно 12,2 поена и 8,6 скокова по утакмици.

## Репрезентација
Наступао је за све млађе селекције репрезентације Србије. Са репрезентацијом до 19 година освојио је сребрну медаљу на Светском првенству у Чешкој 2013. године.
За сениорску репрезентације Србије је дебитовао на Европском првенству 2015. Играо је и на Светском првенству 2019. као и на Европском првенству 2022. године.
Са репрезентацијом Србије је освојио сребрну медаљу на Светском првенству 2023. Био је кључни играч Србије на том првенству. Изабран је у други најбољи тим првенства.

## Успеси

### Клупски
- Партизан :
  - Јадранска лига (1): 2012/13.
  - Првенство Србије (2): 2012/13, 2013/14.
- Олимпијакос :
  - Првенство Грчке (1): 2015/16.
  - Суперкуп Грчке (1): 2023.
- ЦСКА Москва :
  - ВТБ јунајтед лига (1): 2020/21.
  - Суперкуп ВТБ јунајтед лиге (1): 2021.

### Репрезентативни
- Светско првенство:  2023.
- Летње олимпијске игре:  2024.
- Светско првенство до 19 година:  2013.

### Индивидуални
- Други тим Светског првенства 2023.